# Polyosma
Polyosma es un género con unas 60 especies de árboles nativos del Sudeste de Asia. Se distribuyen desde el sur de China al sudeste de Asia a la costa este de Australia, y Nueva Caledonia.

## Descripción
Su colocación taxonómica ha sido durante mucho tiempo incierto: se coloca tradicionalmente en Grossulariaceae, pero en el sistema APG II se le dio su propia familia, Polyosmaceae. Más recientes investigaciones encontraron que Polyosmaceae era una hermana de la Escalloniaceae, por lo que para simplificar la Filogenia de las Angiospermas Web ahora recomienda que la última familia se ampliará para incluir este género.

## Taxonomía
El género fue descrito por Carl Ludwig Blume y publicado en Bijdragen tot de flora van Nederlandsch Indië 13: 658. 1826. La especie tipo es:  Polyosma illicifolia Blume.

## Especies
- Polyosma alangiacea F.Muell. – White Alder[5]
- Polyosma brachyandrum  Domin[5]
- Polyosma brachystachys Schltr.[6]
- Polyosma cambodiana Gagnepain – dou xian mu[7]
- Polyosma comptonii Baker f.[6]
- Polyosma cunninghamii Benn.[5]
- Polyosma discolor Baill.[6]
- Polyosma hirsuta C.T.White – Alder[5]
- Polyosma integrifolia Blume[7]
- Polyosma leratii Guillaumin[6]
- Polyosma pancheri Baill.[6]
- Polyosma podophylla Schltr.[6]
- Polyosma reducta F.Muell.[5]
- Polyosma rhytophloia C.T.White & W.D.Francis[5]
- Polyosma rigidiuscula F.Muell. & F.M.Bailey[5]
- Polyosma spicata Baill.[6]